# Jan Jaremski (inżynier)
Jan Stanisław Jaremski (ur. 16 stycznia 1940 w Głęboczku, zm. 28 stycznia 2021 w Rzeszowie) – polski geotechnik, dr hab. inż.

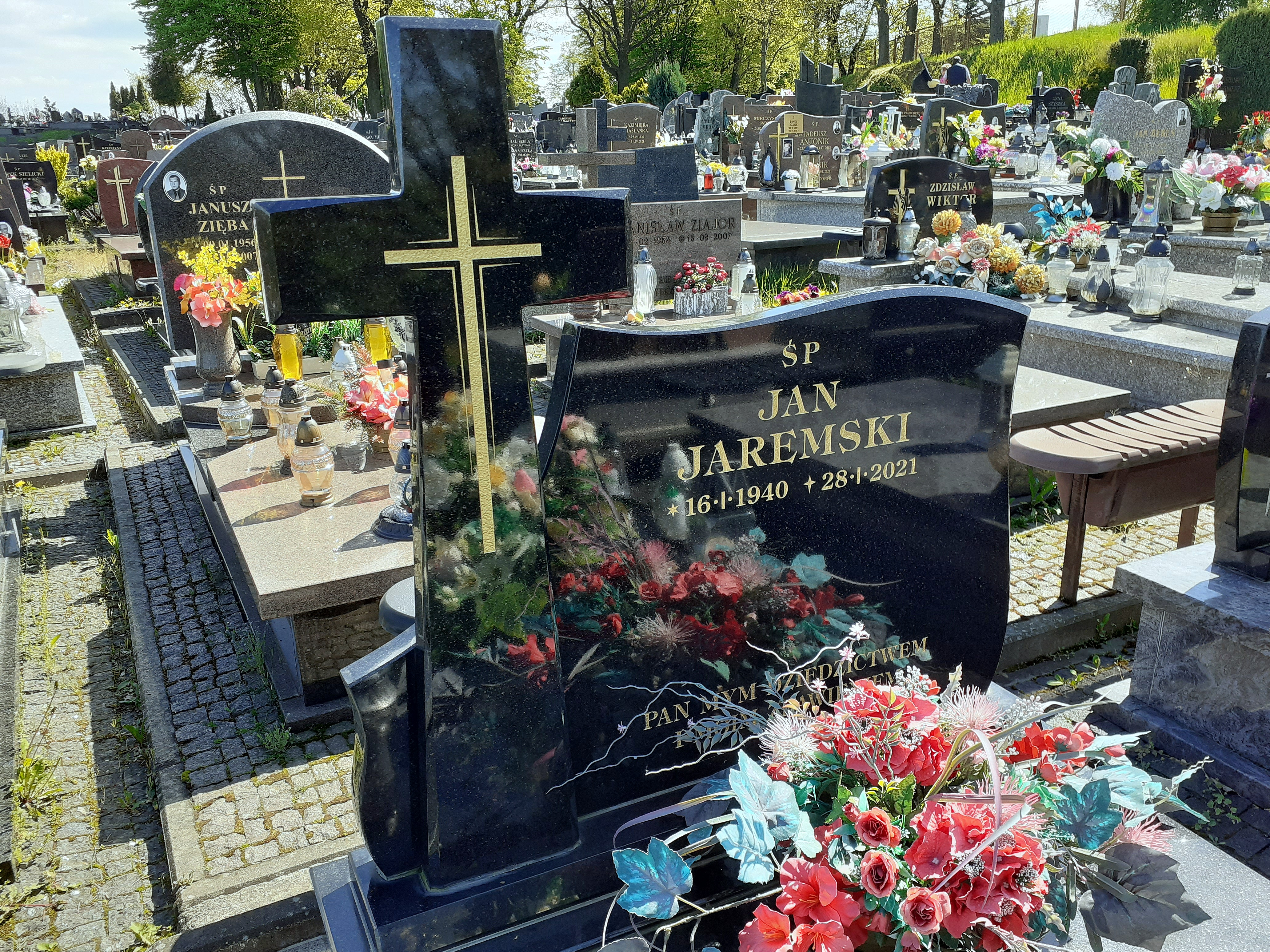
Nagrobek Jana Jaremskiego

## Życiorys
Syn Albina i Marii. Obronił pracę doktorską, 27 października 1997 habilitował się na podstawie pracy zatytułowanej Wpływ procesów fizykochemicznych zachodzących w zwietrzelinie margli na jej właściwości geotechniczne. Został zatrudniony na stanowisku profesora na Wydziale Budownictwa Politechniki Opolskiej, oraz w Zakładzie Geotechniki i Hydrotechniki na Wydziale Budownictwa i Inżynierii Środowiska Politechniki Rzeszowskiej im. Ignacego Łukasiewicza.
Był kierownikiem w Zakładzie Geotechniki i Hydrotechniki na Wydziale Budownictwa i Inżynierii Środowiska Politechniki Rzeszowskiej im. Ignacego Łukasiewicza.
Zmarł 28 stycznia 2021.